# Procida (famiglia)
La famiglia Procida o Da Procida (in spagnolo De Pròixida, De Pròixita o De Pròxita) è una famiglia nobile italiana di origine salernitana o napoletana e di fede ghibellina.
Il suo capostipite fu un conte Azzone vissuto nell'XI secolo; ottennero, tra i diversi possedimenti, la signoria dell'isola di Procida, da cui trassero il nome.
Il suo personaggio più importante fu Giovanni da Procida, terzo della famiglia con questo nome, che fu diplomatico, medico e consigliere di Federico II di Svevia e quindi di Manfredi, nonché ispiratore della rivolta dei Vespri siciliani. I suoi discendenti agli inizi del XIV secolo si trasferirono nel Regno di Valencia, dove possedettero – tra l'altro – la contea di Almenara fino al XIX secolo.

## Storia

### In Italia

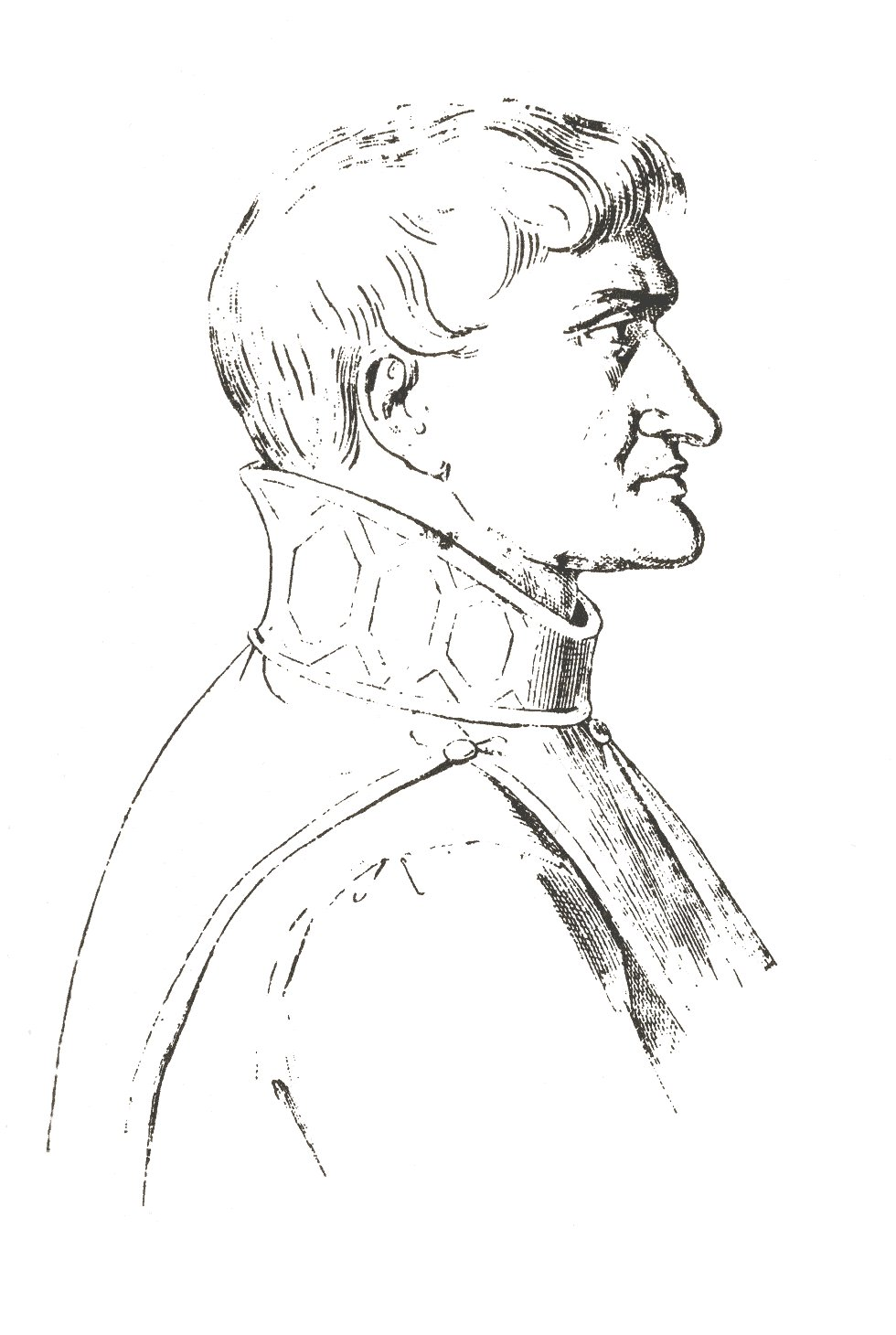
Riproduzione del profilo di Giovanni (III) da Procida presente nel Duomo di Salerno

L'origine della famiglia non è univocamente definita; i più la vedono di origine salernitana e quindi longobarda, ma secondo il De Renzi potrebbe anche essere di origine napoletana e greca, sebbene con diversi possedimenti a Salerno. Verosimilmente, nel caso dell'ipotesi di origine salernitana non avrebbero potuto ottenere l'isola di Procida (e quindi il nome) prima della caduta del Ducato di Napoli, nel 1137. Sempre secondo il De Renzi, invece il possesso dell'isola potrebbe essere stato anche precedente alla caduta del Principato di Salerno, avvenuta nel 1077. Tale ipotesi parrebbe rafforzata anche dal fatto che né nel Catalogo dei Baroni, redatto durante il regno di Ruggero II, né nell'elenco ricostruito sotto Guglielmo il Buono, Procida viene mai menzionata, potendo quindi essere di assegnazione anteriore alla conquista normanna.
Al capostipite Azzone successe un figlio di nome Pietro, a sua volta padre di un primo Giovanni, attestato al principio del XII secolo. Figlio di questi fu un secondo Pietro, padre di un Atinolfo o Atenulfo (I) e di un Landolfo o Landulfo. Atenulfo ebbe quattro figli, tra cui un secondo Giovanni (attestato alla fine del secolo), un altro Pietro, un Matteo e una Marotta. Di certo si sa che nel 1194 Giovanni (II) possedeva l'isola di Procida più molti altri beni a Napoli, Salerno, Montecorvino ed Aversa e veniva chiamato De Procida.
Giovanni (II) sposò Clemenza Logoteta, figlia di Andrea, gran protonotario del Regno di Sicilia. Nacque quindi Giovanni (III), generalmente noto solo come Giovanni da Procida, diplomatico, medico e consigliere di Federico II di Svevia e quindi di Manfredi, ispiratore della rivolta dei Vespri siciliani e che fu nominato da Pietro III d'Aragona gran cancelliere del Regno di Sicilia il 31 gennaio 1284. Il fratello minore di Giovanni, Andrea da Procida, dopo aver combattuto con Manfredi a Benevento, seguì il fratello nell'esilio, trasferendosi in Aragona con la carica di regio scudiero alla corte di Pietro III. Ritornò quindi in Sicilia per partecipare, come il fratello, alla rivolta del Vespro, fino a diventare, tra il 1282 e il 1284, capitano e rettore della città di Catania. Ritornò infine in Aragona, al servizio di Giacomo II d'Aragona.
Dei figli di Giovanni, il primogenito Francesco seguì il padre nei suoi ultimi anni a Roma e alla sua morte si trasferì in Aragona, dove acquistò da Giacomo II d'Aragona, il 10 gennaio 1292, la signoria di Almenara.
Il secondo figlio, Tommaso, rimase invece in Italia e riuscì a riottenere il feudo di Procida, Monte di Procida, Ischia e Capri passando nel campo guelfo-angioino nel 1299 e distinguendosi nelle guerre di Carlo II d'Angiò e del figlio Roberto in Sicilia, Albania e in Italia settentrionale; la concessione, siglata il 28 settembre 1300, avvenne inoltre in seguito al pagamento di cento once d'oro e all'obbligo di fornitura di cinque soldati. Tommaso riuscì inoltre nel 1306 ad ottenere il permesso di far ritornare i membri della famiglia che si erano rifugiati in Sicilia durante le guerre del Vespro.
Nel 1321 a Tommaso da Procida succedette il figlio Giovanni (IV, detto anche junior o juniore), con l'obbligo, per il feudo, del pagamento di quaranta once e due soldati e che combatté al fianco di Roberto d'Angiò nelle sue guerre contro la Sicilia (1326) e la lega di Giovanni I di Boemia (1328). Giovanni morì relativamente giovane, ma ebbe comunque quattro figli, Atenulfo, Margherita, Gisolda e Colella.
Nel 1334 gli subentrò il figlio Atenulfo (II, ricordato anche come Adenolfo o Olfo), che vendette infine il feudo all'ammiraglio francese Marino Cossa nel 1340, trasferendosi anch'egli nel Regno d'Aragona, dove acquistò la contea di Almenara che già era stata del prozio Francesco da Procida. Con lui si estingue dunque il ramo principale dei Procida nella penisola italiana.

### In Spagna
Entrato alla corte di Pietro IV d'Aragona (1336-1387), Atenulfo (nelle fonti catalane indicato come Olf de Pròixida) fu nominato governatore di Cagliari (1355-1360), quindi di Maiorca (1365-1375), nonché ambasciatore in Sicilia nel 1362 e capitano delle galee che nel 1370 riaccompagnarono papa Urbano V da Roma ad Avignone. Gli fu anche assegnata da Federico IV di Sicilia (1355-1377), per un breve periodo dal 1363, la signoria dell'isola di Lipari. Oltre a ciò, si riporta che nel novembre 1360 Costanza d'Aragona, figlia del re Pietro IV, promessa in matrimonio al re Federico IV di Sicilia, cognato di Pietro, partiva da Barcellona per raggiungere il suo sposo in quell'isola e vi era portata da uno stuolo (squadra navale) composto da due navi ed otto galere di scorta, sotto il comando del capitano messer Elfo da Procida (Olfo), il quale, per avergli il re affidato l'incolumità della figlia, doveva essere tra i navigatori e comandanti marittimi allora al suo servizio quello di cui più si fidava. Morì nel 1381.
Dopo di lui la signoria di Almenara passò al figlio Nicola (I, Nicolau de Pròixida i Carròs nelle fonti catalane), che sposò Elvira de Centelles, da cui ebbe sei figli. Tra questi vi fu un Giovanni (V, indicato anche come Proxida o Proxita); fu coinvolto in una contesa intorno alla diocesi di Elna, nel Rossiglione, nell'ambito dello scisma d'Occidente, fu quindi arcivescovo di Palermo dal 1400 al 1410. Giovanni aveva anche tre fratelli, cavalieri del Regno di Valencia, Olfo (III, che ne fu il governatore, oltre che signore di Almenara), Tommaso (II) e Gilberto (indicato in ambito iberico come Gilabert de Próixita, poeta valenzano in lingua occitana), che nel marzo 1392 parteciparono ad una spedizione condotta in Sicilia dal fratello del re Giovanni I d'Aragona, il duca Martino (Martino il Vecchio), in soccorso di Martino il Giovane.
Agli inizi del XV secolo vive una Sibilia de Escrivà y Pròixita, figlia di Sibilia de Pròixita, sorella minore di Nicola, che fu madre di Jofre de Borja Llanzol, a sua volta padre di papa Alessandro VI, nato col nome di Rodrigo Borgia.
Dal 1447 con Alfonso il Magnanimo la signoria di Almenara fu trasformata in contea, che rimase, con alterne vicende, ai Pròixida fino al XIX secolo.
Sempre in Spagna, nel 1560 un Pietro da Procida ottenne da Filippo II il titolo di marchese, e suo figlio Giuseppe fu commendatore di Montesa.

## Stemma
Stemma: D'azzurro alla torre merlata di quattro pezzi d'oro, aperta e finestrata del campo, sormontata da un leone leopardito dello stesso, tenente con le zampe una bandiera di rosso svolazzante a destra e la campagna dello stesso, caricata da uno squadro d'oro, accostato da due rotelle dello stesso. Alias: Bandato d'oro e d'azzurro, al capo del primo.

## Nella letteratura
Un Da Procida è protagonista della sesta novella della quinta giornata del Decameron di Giovanni Boccaccio, in cui, sullo sfondo delle guerre del Vespro, si narra l'amore di Gian di Procida, figlio di Landolfo da Procida (fratello di Giovanni da Procida), per la giovane Restituta.
Nella novella i due giovani amanti stanno per essere bruciati sul rogo a Palermo, quando vengono riconosciuti da Ruggiero di Lauria, che così li descrive al re Federico III di Sicilia:
(Giovanni Boccaccio, Decameron, sesta novella, quinta giornata)
Tuttavia, secondo alcune ricerche, la giovane amata da Gian di Procida sarebbe in realtà Restituta Ingaldo, figlia di Landolfo Ingaldo, governatore di Ischia e Procida all'epoca di Federico III di Sicilia. La vera identità della ragazza sarebbe stata nascosta dal Boccaccio per salvaguardare l'onore della sua famiglia.